# Méthylènecyclopropène
Le méthylènecyclopropène ou triafulvène, est un hydrocarbure de formule C4H4, constitué d'une partie cyclopropénique avec une liaison double exocyclique. Cette molécule hautement contrainte et réactive a été synthétisée et caractérisée pour la première fois en 1984 ; elle est d'un intérêt théorique et expérimental considérable.

## Description
Le méthylènecyclopropène est le plus simple des fulvènes (famille de molécules instables, cycliques, conjuguées transversalement, avec un nombre impair d'atomes de carbone dans le cycle), se plaçant avant le pentafulvène.
Sa structure possède deux liaisons doubles interagissant, et représente le système électronique π conjugué transversalement le plus simple. Le méthylènecyclopropène est un hydrocarbure non alternant (en) fondamental. La valeur de son moment dipolaire (qui est élevée et environ le quadruple de celle du pentafulvène, par exemple) peut être calculée par la méthode de Hückel (HMO).
Son étude a fait appel à l'utilisation d'isomères isotopiques (isotopomères (en)).

## Réactivité
La plupart des fulvènes sont typiquement des composés non aromatiques (d'après des données spectroscopiques), possédant plutôt des propriétés propres aux alcènes.
Pour le cas des tria- et pentafulvène, la possibilité de formes de résonance dipolaires suggère un caractère aromatique dans la structure cyclique ; de plus, à la différence du pentafulvène, une forme de résonance du triafulvène porte la charge négative sur l'atome de carbone exocyclique.
Comme l'heptafulvène (fulvène constitué d'un cycle à sept atomes), le triafulvène polymérise très facilement à −20 °C et est stabilisé par l'introduction de groupes accepteurs d'électrons sur l'atome de carbone exocyclique.